# Ceraclea exilis
Ceraclea exilis är en nattsländeart som beskrevs av Morse 1988. Ceraclea exilis ingår i släktet Ceraclea och familjen långhornssländor. Inga underarter finns listade i Catalogue of Life.